# Мзирай, Питер Джонсон Куга
Питер Джонсон Куга Мзирай   (род. 1959 год) — действующий Президент Прогрессивной Партии Танзании (Progressive Party of Tanzania – Maendeleo). Выпускник Университета дружбы народов им. Патриса Лумумбы (1989).

## Биография
Питер Джонсон Куга Мзирай родился в 1959 году. В 1989 году окончил сельскохозяйственный факультет Университета дружбы народов им. Патриса Лумумбы, получив специальность «животноводство» (магистр наук). Продолжил образование в магистратуре Университета Рединга (Великобритания) по специальности "экономика сельского хозяйства и животноводства".
ПО окончании учебы до 2000 года работал в Министерстве сельского хозяйства и животноводства, около 11 лет занимаясь развитием в Танзании сельского хозяйства.  Областью его деятельности была подготовка, оценка, управление, мониторинг и анализ проектов в животноводческой области сельского хозяйства. В последующие годы Питер Джонсон Куга Мзирай ушел в отставку и переключился на занятие политикой.
В 2003 году он стал основателем и Председателем Национального комитета Прогрессивной Партии Танзании (ППТ Манделео, Editing Progressive Party of Tanzania – Maendeleo), которая вскоре получила окончательную регистрацию.  Партия принимала участие во всеобщих выборах 2005 года и прошла все туры голосования, обеспечивая поддержку своему кандидату-женщине, Анне Сенкоро (Anna Senkoro) (1962-2017) членство в Парламенте и в государственные советники.
В настоящее время ППТ Манделео является одной из семи партий, имеющих своих представителей в Национальном собрании. Партия ППТ Манделео — левоцентристского толка, объединяет в своей программе лучшие элементы социалистических и капиталистиеских идей. Признавая рыночную экономику, она считает, что социализм, включая танзанийский социализм (Уджамаа на Куджитиджемеа) потерпел крах, что  вынуждает ее членов прийти к прогрессивной идеологии. ППТ Манделео входит в число 7 из семнадцати наиболее активных политических партий страны, в настоящее время она имеет более 50 мест в сельских советах. Партия рассматривает вопросы прав собственности и распределение национального богатства (капитала), ее лозунг – каждый житель Танзании имеет право на природные ресурсы страны.